# آکچی میتسوهیده
آکچی میتسوهیده، آکچی جوبیِ (به ژاپنی: 明智光秀 Akechi Mitsuhide) سامورایی، دایمیوهای دوره سنگوکو و از اهالی ولایت مینُو در ژاپن بود. وی یکی از معاونین اودا نوبوناگا بود که یکی از رویدادهای اسرارآمیز تاریخ ژاپن به نام حادثه معبد هوننو به دست وی رخ داد. این حادثه منجر به خودکشی اجباری ارباب وی، اودا نوبوناگا شد.

## زمینه تاریخی

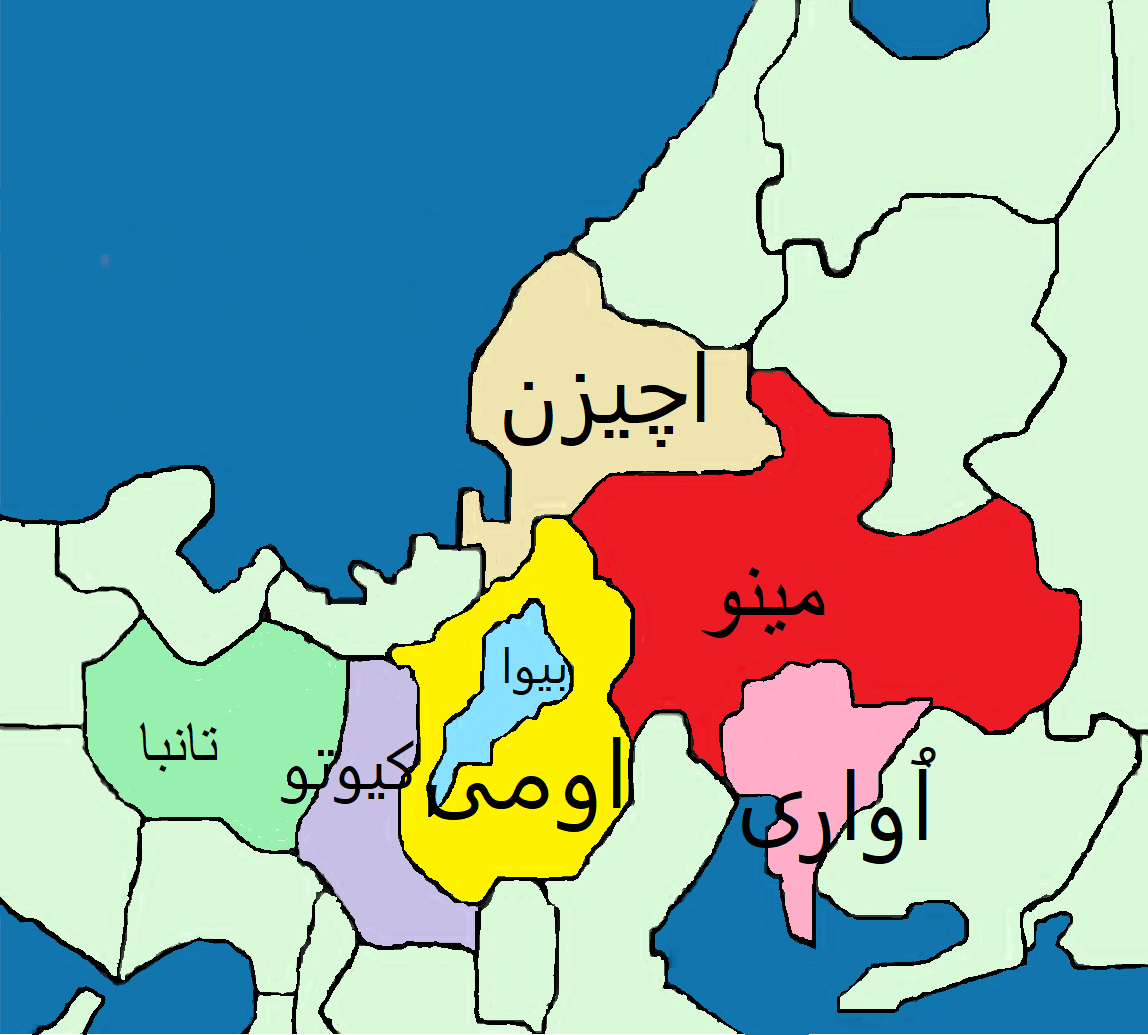
در این نقشه ولایت اُواری با رنگ صورتی و ولایت مینو (منطقه متعلق به خاندان سایتو) با رنگ قرمز در سال ۱۵۴۸ میلادی نشان داده شده‌است. در این سال پس از یک قرارداد سیاسی اودا نوبوناگا با نوهیمه دختر سایتو دوسان ازدواج کرد.

در دوره سنگوکو یا جنگ‌های داخلی ژاپن پدیده‌ای بنام گکوکوجو (از لحاظ لغوی به معنای براندازی و فراتر رفتن از مافوق) رواج پیدا کرده بود. سایتو دوسان شناخته شده‌ترین نمونه گکوکوجو در دوره سنگوکو به‌شمار می‌رود. شغل اولیه وی روغن‌فروشی بود اما بعد این شغل را رها کرد و به یک سامورایی تبدیل شد و پیشرفت کرد. در این زمان فرمانداری ولایت مینو را خاندان توکی برعهده داشتند و خاندان آکچی نیز یک شاخه از خاندان توکی بود. سایتو دوسان در نهایت در سال ۱۵۴۲ با توکی یوری‌آکی فرماندار ولایت مینو جنگ کرد و موفق شد یوری‌آکی را شکست دهد و تمامی این ولایت را تحت تصرف خود درآورد. سایتو دوسان از طریق ازدواج با خواهر آکچی میتسوتسونا (پدر میتسوهیده)، بنام اومی نو کاتا، با خاندان آکچی وصلت کرده بود. از طرف دیگر دوسان از طریق به ازدواج درآوردن دختر خود نوهیمه با اودا نوبوناگا با خاندان اودا نیز نسبت خانوادگی داشت. از آنجائیکه نوهیمه دختر عمهٔ آکچی میتسوهیده بود از این طریق خاندان آکچی نیز با خاندان اودا نسبت فامیلی داشتند.

## اوایل زندگی
آکچی میتسوهیده در سال ۱۵۲۸ میلادی در قلعه آکچی در ولایت مینو متولد شد. نام پدر وی آکچی میتسوتسونا (۱۵۳۵–۱۴۹۷) بود.
پس از تسلط سایتو دوسان بر ولایت مینو خاندان آکچی به پیروی از وی درآمدند. در سال (۱۵۵۴) سایتو دوسان رهبری خاندان را به پسر ارشدش سایتو یوشیتاتسو محول کرد. بزودی اختلاف بین سایتو دوسان و پسر ارشدش عمیق‌تر شده و تبدیل به جنگی آشکار شد. در سال (۱۵۵۵) سایتو یوشیتاتسو دو برادر خود را کشت و سال بعد در برابر پدرش در نبرد ناگارا-گاوا (آوریل ۱۵۵۶) قرار گرفت. در این نبرد خاندان آکچی از سایتو دوسان حمایت کردند. در این نبرد سایتو دوسان شکست خورد و کشته شد. در همان سال پسر ارشد و جانشین وی به تلاقی پشتیبانی خاندان آکچی از پدرش به قلعه آکچی حمله کرد و این قلعه را به آتش کشید.

## ملازم خاندان آساکورا
اگر چه برخی از اعضای خاندان آکچی در حمله سایتو یوشیتاتسو به قلعه آکچی کشته شدند اما آکچی میتسوهیده به همراه همسرش که باردار بود توانستند از قلعه گریخته و خود را به ولایت اچیزن برسانند. میتسوهیده که به صورت رونین (سامورایی بدون ارباب) درآمده بود در ابتدای ورودش به ولایت اچیزن در فقر زندگی می‌کرد اما پس از مدتی آساکورا یوشیکاگه دایمیوی ولایت اچیزن، آکچی میتسوهیده را به عنوان سامورایی به خدمت خود پذیرفت. آساکورا یوشیکاگه رابطه خوبی با خاندان آشیکاگا (خاندان شوگون آن زمان) و همچنین دربار ژاپن داشت و به این ترتیب میتسوهیده نیز که ملازم وی بود نیز شانس آشنایی با درباریان و خاندان آشیکاگا را پیدا کرد.

## ملازم خاندان آشیکاگا
در سال ۱۵۶۵ شوگون سیزدهم آشیکاگا یوشی‌ترو در طی کودتایی کشته شد. هوسوکاوا فوجی‌تاکا که از نزدیکان خاندان آشیکاگا بود توانست برادر کوچکتر شوگون سیزدهم بنام آشیکاگا یوشی‌آکی را که در نارا در حبس بود فراری بدهد تا توسط وی بتواند دوباره قدرت را به خاندان اصلی آشیکاگا بازگرداند. هوسوکاوا فوجی‌تاکا از دایمیوی ولایت اچیزن آساکورا یوشیکاگه خواست که آشیکاگا یوشی‌آکی را در پناه خود بگیرد و از وی برای رسیدن به شوگونی پشتیبانی کند. از آنجائیکه خاندان آکچی یک شعبه از خاندان توکی بود و خاندان توکی با خاندان آشیکاگا روابط بسیار خوبی داشتند، میتسوهیده به عنوان ملازم یوشی‌آکی انتخاب شد و قرار بود وی را تا رسیدن به پایتخت، کیوتو همراهی و یاری کند. اما آساکورا یوشیکاگه که از نظر شخصیتی فاقد جاه طلبی بود و از درگیر کردن خود در کارهای پرزحمت ابا داشت، حاضر نبود که برای به قدرت رساندن یوشی‌آکی سپاه فراهم کند. در این زمان اودا نوبوناگا توانسته بود خاندان سایتو را از بین برده و ولایت مینو را تحت کنترل خود در بیاورد. به همین علت میتسوهیده به هوسوکاوا فوجی‌تاکا و یوشی‌آکی پیشنهاد داد تا برای رسیدن به پایتخت از اودا نوبوناگا یاری بخواهند و گفت تنها کسی که در حال حاضر قدرت چنین کاری را دارد کسی جز نوبوناگا نیست.
در سال ۱۵۶۸ در پی درخواست آشیکاگا یوشی‌آکی، اودا نوبوناگا پذیرفت که از وی در راه رسیدن به مقام شوگونی حمایت کند و خود وی به همراه سپاهش، یوشی‌آکی را تا کیوتو همراهی کردند. در طی حرکت یوشی‌آکی به کیوتو بود که برای اولین بار دیدار بین میتسوهیده و نوبوناگا صورت گرفت.

## از ملازمی شوگون تا ملازمی اودا نوبوناگا
پس از ورود به پایتخت آشیکاگا یوشی‌آکی توانست به عنوان شوگون پانزدهم قدرت را در دست بگیرد. پس از مدتی نوبوناگا شروع به محدود کردن قدرت شوگون کرد و قصد تبدیل شوگون به عنوان یک دست‌نشانده را داشت بنابراین اختلاف بین نوبوناگا و شوگون پانزدهم بروز کرد و میتسوهیده به عنوان میانجی پیغام طرفین را به یکدیگر می‌رساند و با هر دو طرف گفتگو می‌کرد.
نام آکچی میتسوهیده برای اولین بار در شینچو کوکی (معتبرترین منبع در مورد حوادث مربوط به اودا نوبوناگا) در رابطه با محاصره معبد چوکو مربوط به رویدادهای سال ۱۵۶۹ آمده‌است. همچنین در اسناد تاریخی از میتسوهیده به همراه تویوتومی هیده‌یوشی، نیوا ناگاهیده و ناکاگاوا شیگه‌ماسا به عنوان مسئولان امور مربوط به کیوتو نام برده شده‌است.
میتسوهیده در محاصره کانگاساکی (۱۵۷۰) علیه خاندان آساکورا در ولایت اچیزن به طرفداری از نوبوناگا در نبرد شرکت داشت. در سال ۱۵۷۱ آتش زدن کوه هیئی به دستور نوبوناگا به میتسوهیده واگذار شد و وی پس از مخالفت اولیه به ناچار به این دستور عمل کرد. پس از آن اعتماد نوبوناگا به وی بیش از قبل شد و به عنوان پاداش در بخش شرق کوه هیئی زمینی به وی اهدا کرد. میتسوهیده قلعه ساکاموتو را در زمین اهدا شده و در کنار دریاچه بیوا بنا کرد. بدین ترتیب در بین خیل ملازمان نوبوناگا وی نخستین کسی بود که دارای یک قلعه از آن خود شد که نشان از ارزشی بود که نوبوناگا برای وی قائل بود. در سال ۱۵۷۱ پس از دریافت ملک تیولی از طرف نوبوناگا، میتسوهیده از شوگون پانزدهم درخواست کرد که به خدمت وی به عنوان ملازم پایان دهد و از آن پس تنها به عنوان ملازم ارشد در خدمت نوبوناگا بود.

## تصرف ولایت تانبا

ولایت تانبا

در سال ۱۵۷۵ نوبوناگا به آکچی میتسوهیده دستور حمله به ولایت تانبا را داد. تانبا ولایتی در نزدیکی پایتخت بود. تصرف این ولایت به علت اینکه توسط کوه‌های پیوسته ای احاطه شده بود و مردمش از طرفداران شوگون پانزدهم بودند، بسیار دشوار بود. نبردهای میتسوهیده در این ولایت چهار سال بطول انجامید.
در برابر فراخوان شوگون نوبوناگا در پاییز پس از چندین جنگ، هاتانو هیده‌هارو توسط میتسوهیده ژنرال ارشد نوبوناگا محاصره شده و وی به ناچار تسلیم شد. میتسوهیده قلعه اصلی آکای تاداایه، قلعه کوروی را محاصره کرد اما قبل از سقوط قلعه با خیانت صاحب قلعه یاکامی، هاتانو هیده‌هارو مجبور به عقب‌نشینی کامل شد (نبرد قلعه کوروی#نخستین نبرد). هیده‌هارو در سال ۱۵۷۶ اعلام استقلال کرد و علیه نوبوناگا شورش کرد. نوبوناگا مجدداً به میتسوهیده دستور داد که به ولایت تانبا حمله کند، اما هیده‌هارو در قلعه باقی ماند و برای مدت سه سال مقاومت کرد.
در آغاز مقاومت در سال ۱۵۷۶ ملازم خاندان هاتانو آکای نائوماسا، در دفاع از قلعه این خاندان قلعه کوروی پس از شکست در برابر میتسوهیده کشته شد. در سال ۱۵۷۸ وی قلعه کامه‌یاما را در بخشی از ولایت تانبا که تصرف کرده بود، بازسازی کرد. در ماه هشتم از سال ۱۵۷۹ (نبرد قلعه کوروی#دومین نبرد) قلعه کوروی سقوط کرد. میتسوهیده بالاخره در سال ۱۵۷۹ توانست پس از نبردهای بسیار ولایت تانبا را به‌طور کامل تسخیر کند. در سال ۱۵۸۰ نوبوناگا در پاداش ولایت تانبا را به میتسوهیده بخشید. اما در سال ۱۵۸۲ نوبوناگا به وی پیغام داد که ولایت تانبا را از وی بازپس می‌گیرد و در عوض وی در صورت پیروزی در نبرد با خاندان موری، دو ولایت ولایت ایزومو و ولایت ایوامی متعلق به این خاندان را می‌تواند مالک شود. محققان یکی از دلایل فرضی کودتای میتسوهیده را نارضایتی از این تصمیم نوبوناگا می‌دانند.
بر اساس نوشته‌ای متعلق به خاندان اودا، میتسوهیده مادر خود را به عنوان گروگان به نزد هاتانو هیده‌هارو فرستاد تا وی بتواند با شرافت خود را تسلیم کند. با این حال، پس از تسلیم و ورود هیده‌هارو و برادرش به قلعه آزوچی برای ارائه معذرت‌خواهی، هیده‌هارو و برادرش توسط نوبوناگا اعدام شدند. سربازان وی در قلعه یاکامی، وقتی شنیدند که هیده‌هارو اعدام شده‌است، مادر آکچی میتسوهیده را کشتند. این حادثه رابطه بین نوبوناگا و میتسوهیده را تحت تأثیر قرار داد، و بر اساس فرضیه در نهایت به شورش و مرگ نوبوناگا در حادثه معبد هوننو توسط میتسوهیده در سال ۱۵۸۲ منجر شد. با این حال، شواهد کمی وجود دارد که این حوادث واقعاً اتفاق افتاده‌است و بعید است که میتسوهیده چنین اقدامی عجیبی یعنی به گروگان دادن مادر خود را انجام دهد.

## حادثه معبد هوننو

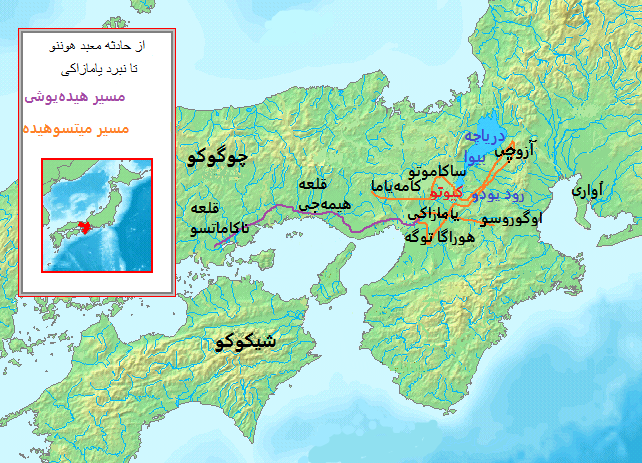
مسیر حرکت هیده یوشی بطرف یامازاکی با رنگ بنفش و مسیر حرکت میتسوهیده با رنگ نارنجی مشخص شده‌است.

در ۱۵۸۲، توکوگاوا ایه‌یاسو به قصد دیدار با اودا نوبوناگا به قلعه آزوچی وارد شد. ایه‌یاسو قرار بود به مدت سه روز در قلعه آزوچی اقامت داشته باشد. نوبوناگا آکچی میتسوهیده را مسئول پذیرایی از ایه‌یاسو قرار داده بود اما ناگهان در روز دوم تویوتومی هیده‌یوشی که برای جنگ با خاندان موری رهسپار جنوب ژاپن شده بود، از سرور خود نوبوناگا تقاضای اعزام نیروی کمکی فوری کرد. نوبوناگا تصمیم گرفت ابتدا آکچی میتسوهیده را به همراه ۱۳ هزار سپاهی به منطقه بفرستد و سپس خود نیز به آن‌ها ملحق شود. میتسوهیده روز دوم قلعه آزوچی را ترک کرده و روز بعد به قلعه ساکاموتو (در کنار دریاچه بیوا) وارد شد. سپس در ۲۶ مه به قلعه کامه‌یاما در نزدیکی کیوتو رسید. بدین ترتیب میتسوهیده به طرز مرموزی به مدت ۱۰ روز در قلعه ساکاموتو توقف داشته‌است. احتمال می‌رود که وی در طی این مدت در حال تماس و گفتگو با دربار ژاپن و برنامه‌ریزی برای انجام کودتا بوده‌است.
خبر ورود نوبوناگا به معبد هوننو در کیوتو به میتسوهیده می‌رسد. در روز ۲۰ ژوئن میتسوهیده همراه با سپاهی ۱۳ هزار نفری به سمت قلعه هوننو در کیوتو حرکت می‌کند. سپس در روز ۲۱ ژوئن و قبل از طلوع آفتاب به سپاهیانش فرمان حمله به معبد هوننو را می‌دهد.
نوبوناگا در این زمان از خواب بیدار شده و توسط منشی‌اش موری رانمارو اطلاع پیدا می‌کند که سپاه آکچی میتسوهیده به رهبری خود وی به معبد حمله کرده‌اند. نوبوناگا دستور می‌دهد که زنان را از معبد خارج کنند و به جای امن برسانند. سپس خود با کمان و نیزه با شورشیان مقابله می‌کند و پس از زخمی شدن به داخل معبد رفته و دست به هاراکیری می‌زند. وی در زمان مرگ ۴۹ سال داشت.

## قبل از نبرد یامازاکی
بعدازظهر همان روز میتسوهیده به طرف قلعه آزوچی حرکت کرد برای رسیدن به قلعه آزوچی لازم بود که از پلی بر روی رود یودو بگذرد اما یامائوکا کاگه‌تاکا که از ملازم نوبوناگا بود برای جلوگیری از حرکت وی این پل را آتش زده بود. میتسوهیده دستور ساخت پل جدیدی را داده و خود دوباره به قلعه ساکاموتو برگشت و در طی سه روز مشغول نوشتن نامه و درخواست حمایت از دایمیوهای مخالف اودا نوبوناگا شد. میتسوهیده اطلاع داشت که تمامی ملازم پرقدرت نوبوناگا به دور از کیوتو در مناطق مختلف به امور خود مشغول هستند و گمان می‌کرد که فرصت کافی دارد تا قبل از رسیدن قشون آنان برای انتقام و جانشینی نوبوناگا به امور پس از کودتا سامان دهد. تویوتومی هیده‌یوشی در این زمان درگیر عملیات مربوط به حمله به چوگوکو و محاصره قلعه تاکاماتسو متعلق به خاندان موری در ولایت بیچو بود. تویوتومی هیده‌یوشی به محض آگاه شدن از مرگ نوبوناگا و تنها دو روز پس از این واقعه پیمان صلحی با خاندان موری بست و به سرعت با لشکر خود به سمت کیوتو که ۲۰۰ کیلومتر با محل وی در ولایت بیچو فاصله داشت، حرکت کرد. تویوتومی در حین حرکت به دایمیوها پیغام می‌فرستاد که نوبوناگا زنده است و با این سیاست و جنگ اطلاعاتی مانع از پیوستن دایمیوها به میتسوهیده می‌شد.
دختر میتسوهیده، گراشیا با هوسوکاوا تادائوکی ازدواج کرده بود و عروس خاندان پرقدرت هوسوکاوا بود. میتسوهیده گمان می‌کرد که این خاندان از وی حمایت خواهند کرد و نامه‌ای در توضیح علت کودتای به پدر داماد خود هوسوکاوا فوجی‌تاکا فرستاد ولی خاندان هوسوکاوا پاسخی به خواسته وی ندادند و به عزاداری در مرگ نوبوناگا مشغول شدند.
تعمیر پل بر روی رود یودو سه روز بطول انجامید و سرانجام میتسوهیده توانست در روز ۲۳ ژوئن به قلعه آزوچی وارد شود. ورود وی به این قلعه در وهله نخست تسخیر جایی بود که سمبل حکمرانی نوبوناگا محسوب می‌شد و همچنین وی قصد داشت به گنجینه این قلعه دست بیابد و هزینه‌های خود را از این طریق تأمین کند. وی قسمتی از این گنجینه را بین سربازان خود تقسیم کرد و گمان می‌رود که قسمتی را نیز به دربار ژاپن منتقل کرده باشد. میتسوهیده بدون حمایت دربار ژاپن تنها در موقعیت شخصی بود که ارباب خود را کشته‌است و لازم بود دربار از وی به عنوان جانشین نوبوناگا پشتیبانی کند. به همین علت میتسوهیده منتظر رسیدن فرستاده‌ای از دربار بود. در روز ۲۶ ژوئن بالاخره یوشیدا کانه‌می فرستاده دربار در قلعه آزوچی با وی مذاکره کرد. طبق این مذاکره فرمانداری کیوتو از طرف دربار به میتسوهیده واگذار شد. دو روز بعد میتسوهیده به کیوتو رسید. در روز ۲۹ ژوئن میتسوهیده برای نخستین آگاه شد که تویوتومی هیده‌یوشی با سرعتی باور نکردنی همراه سپاهش خود از جنوب ژاپن به منطقه نزدیک کیوتو رسانده‌است.
میتسوهیده از تسوتسوی جونکی از فرماندار ولایت یاماتو (استان نارا امروزی) که با وی نسبت فامیلی نیز داشت درخواست حمایت کرد همچنین تویوتومی هیده یوشی نیز فرستاده‌ای نزد وی فرستاد و خواست که به وی بپیوندد. میتسوهیده که انتظار سپاه کمکی را از طرف تسوتسوی جونکی داشت به قصد تصرف ولایت کاواچی به سمت این ولایت حرکت کرده و به گردنهٔ هوراگا توگه در نزدیکی کوه تننوزان (اویامازاکی) رسید و همراه سپاه ۱۶ هزار نفری اش در این گردنه استراحت کرد. وی انتظار ملحق شدن سپاه تسوتسوی جونکی را داشت اما چون خبری از سپاه وی نشد به ناچار از گردنه پایین آمد و به منطقه‌ای وارد شده که به نام «یامازاکی» شناخته می‌شود. تسوتسوی جونکی همچنان حرکت دو سپاه را در نظر داشت تا هنگامی که میتسوهیده به گردنهٔ هوراگا توگه رسید در این هنگام وی حدس زد که با توجه به محل برخورد دو سپاه احتمال پیروزی تویوتومی هیده‌یوشی بیشتر است به همین علت به میتسوهیده خیانت کرده و به هیده‌یوشی پیوست. با این زمینه تاریخی است که امروزه در زبان ژاپنی «هوراگا توگه» به معنای حزب باد است.

## نبرد یامازاکی
در روز ۲ ژوئیه سپاه ۴۰۰۰۰ نفری تویوتومی با سپاه ۱۶۰۰۰ نفری میتسوهیده در نبرد یامازاکی روبرو شدند که با شکست قطعی میتسوهیده این نبرد پایان یافت. بنابر یک روایت میتسوهیده که از نبرد زنده مانده بود قصد داشت به قلعه خود قلعه ساکاموتو برگردد اما طبق روایتی توسط راهزنی بنام ناکامورا چوبی که در نیزارهای اطراف «روستای اوگوروسو» پنهان شده و به دنبال سرقت لوازم و زره‌های جنگی شکست خوردگان در نبرد بود، کشته شد. بنابر یک روایت دیگر وی پس از شکست هاراکیری کرده است. روایت دیگری هم حکایت از کشته شدن وی در میدان نبرد دارد.

## خانواده
- پدر: آکچی میتسوتسونا
- مادر: دختر خاندان واکاسا تاکدا
- همسر: تسوماکی هیروکو (妻木煕子)
- پسران:
  - آکچی میتسویوشی (明智光慶)
- دختران:
  - هوسوکاوا تاما (明智玉子): همسر هوسوکاوا تادائوکی; جد امپراتریس شوکن (همسر امپراتور میجی)
- بستگان
  - آکچی هیده‌میتسو (明智光春):
  - آکچی هیده‌میتسو (明智秀満): پسر خوانده (و داماد). جد ریوما ساکاموتو
  - نوهیمه:دختر عمه؛ دختر سایتو دوسان ; همسر اودا نوبوناگا

## شجره‌نامه
|  |  | میناموتو نو یوری میتسو | میناموتو نو یوری میتسو | میناموتو نو یوری میتسو | میناموتو نو یوری میتسو | میناموتو نو یوری میتسو | میناموتو نو یوری میتسو |  |  | هشتمین نسل       | هشتمین نسل       | هشتمین نسل       | هشتمین نسل       | هشتمین نسل       | هشتمین نسل       |  |  | توکی یوریسادا  | توکی یوریسادا  | توکی یوریسادا  | توکی یوریسادا  | توکی یوریسادا  | توکی یوریسادا  |  |  | توکی یوریموتو     | توکی یوریموتو     | توکی یوریموتو     | توکی یوریموتو     | توکی یوریموتو     | توکی یوریموتو     |  |  | آکچی یوریشیگه  | آکچی یوریشیگه  | آکچی یوریشیگه  | آکچی یوریشیگه  | آکچی یوریشیگه  | آکچی یوریشیگه  |  |  | پنجمین نسل     | پنجمین نسل     | پنجمین نسل     | پنجمین نسل     | پنجمین نسل     | پنجمین نسل     |  |  |              |              |              |              |              |              |  |  |  |  |  |  |  |  |  |  |  |  |
|  |  | میناموتو نو یوری میتسو | میناموتو نو یوری میتسو | میناموتو نو یوری میتسو | میناموتو نو یوری میتسو | میناموتو نو یوری میتسو | میناموتو نو یوری میتسو |  |  | هشتمین نسل       | هشتمین نسل       | هشتمین نسل       | هشتمین نسل       | هشتمین نسل       | هشتمین نسل       |  |  | توکی یوریسادا  | توکی یوریسادا  | توکی یوریسادا  | توکی یوریسادا  | توکی یوریسادا  | توکی یوریسادا  |  |  | توکی یوریموتو     | توکی یوریموتو     | توکی یوریموتو     | توکی یوریموتو     | توکی یوریموتو     | توکی یوریموتو     |  |  | آکچی یوریشیگه  | آکچی یوریشیگه  | آکچی یوریشیگه  | آکچی یوریشیگه  | آکچی یوریشیگه  | آکچی یوریشیگه  |  |  | پنجمین نسل     | پنجمین نسل     | پنجمین نسل     | پنجمین نسل     | پنجمین نسل     | پنجمین نسل     |  |  |              |              |              |              |              |              |  |  |  |  |  |  |  |  |  |  |  |  |
|  |  |                        |                        |                        |                        |                        |                        |  |  |                  |                  |                  |                  |                  |                  |  |  |                |                |                |                |                |                |  |  |                   |                   |                   |                   |                   |                   |  |  |                |                |                |                |                |                |  |  |                |                |                |                |                |                |  |  |              |              |              |              |              |              |  |  |  |  |  |  |  |  |  |  |  |  |
|  |  |                        |                        |                        |                        |                        |                        |  |  |                  |                  |                  |                  |                  |                  |  |  |                |                |                |                |                |                |  |  |                   |                   |                   |                   |                   |                   |  |  |                |                |                |                |                |                |  |  |                |                |                |                |                |                |  |  |              |              |              |              |              |              |  |  |  |  |  |  |  |  |  |  |  |  |
|  |  | آکچی میتسوتسوگو        | آکچی میتسوتسوگو        | آکچی میتسوتسوگو        | آکچی میتسوتسوگو        | آکچی میتسوتسوگو        | آکچی میتسوتسوگو        |  |  | یوری‌آکی          | یوری‌آکی          | یوری‌آکی          | یوری‌آکی          | یوری‌آکی          | یوری‌آکی          |  |  |                |                |                |                |                |                |  |  |                   |                   |                   |                   |                   |                   |  |  |                |                |                |                |                |                |  |  |                |                |                |                |                |                |  |  |              |              |              |              |              |              |  |  |  |  |  |  |  |  |  |  |  |  |
|  |  | آکچی میتسوتسوگو        | آکچی میتسوتسوگو        | آکچی میتسوتسوگو        | آکچی میتسوتسوگو        | آکچی میتسوتسوگو        | آکچی میتسوتسوگو        |  |  | یوری‌آکی          | یوری‌آکی          | یوری‌آکی          | یوری‌آکی          | یوری‌آکی          | یوری‌آکی          |  |  |                |                |                |                |                |                |  |  |                   |                   |                   |                   |                   |                   |  |  |                |                |                |                |                |                |  |  |                |                |                |                |                |                |  |  |              |              |              |              |              |              |  |  |  |  |  |  |  |  |  |  |  |  |
|  |  |                        |                        |                        |                        |                        |                        |  |  |                  |                  |                  |                  |                  |                  |  |  |                |                |                |                |                |                |  |  |                   |                   |                   |                   |                   |                   |  |  |                |                |                |                |                |                |  |  |                |                |                |                |                |                |  |  |              |              |              |              |              |              |  |  |  |  |  |  |  |  |  |  |  |  |
|  |  | آکچی میتسوتسونا        | آکچی میتسوتسونا        | آکچی میتسوتسونا        | آکچی میتسوتسونا        | آکچی میتسوتسونا        | آکچی میتسوتسونا        |  |  |                  |                  |                  |                  |                  |                  |  |  |                |                |                |                |                |                |  |  | آکچی میتسویاسو    | آکچی میتسویاسو    | آکچی میتسویاسو    | آکچی میتسویاسو    | آکچی میتسویاسو    | آکچی میتسویاسو    |  |  | آکچی میتسوهیسا | آکچی میتسوهیسا | آکچی میتسوهیسا | آکچی میتسوهیسا | آکچی میتسوهیسا | آکچی میتسوهیسا |  |  | آکچی میتسوشیگه | آکچی میتسوشیگه | آکچی میتسوشیگه | آکچی میتسوشیگه | آکچی میتسوشیگه | آکچی میتسوشیگه |  |  | اومی نو کاتا | اومی نو کاتا | اومی نو کاتا | اومی نو کاتا | اومی نو کاتا | اومی نو کاتا |  |  |  |  |  |  |  |  |  |  |  |  |
|  |  | آکچی میتسوتسونا        | آکچی میتسوتسونا        | آکچی میتسوتسونا        | آکچی میتسوتسونا        | آکچی میتسوتسونا        | آکچی میتسوتسونا        |  |  |                  |                  |                  |                  |                  |                  |  |  |                |                |                |                |                |                |  |  | آکچی میتسویاسو    | آکچی میتسویاسو    | آکچی میتسویاسو    | آکچی میتسویاسو    | آکچی میتسویاسو    | آکچی میتسویاسو    |  |  | آکچی میتسوهیسا | آکچی میتسوهیسا | آکچی میتسوهیسا | آکچی میتسوهیسا | آکچی میتسوهیسا | آکچی میتسوهیسا |  |  | آکچی میتسوشیگه | آکچی میتسوشیگه | آکچی میتسوشیگه | آکچی میتسوشیگه | آکچی میتسوشیگه | آکچی میتسوشیگه |  |  | اومی نو کاتا | اومی نو کاتا | اومی نو کاتا | اومی نو کاتا | اومی نو کاتا | اومی نو کاتا |  |  |  |  |  |  |  |  |  |  |  |  |
|  |  |                        |                        |                        |                        |                        |                        |  |  |                  |                  |                  |                  |                  |                  |  |  |                |                |                |                |                |                |  |  |                   |                   |                   |                   |                   |                   |  |  |                |                |                |                |                |                |  |  |                |                |                |                |                |                |  |  |              |              |              |              |              |              |  |  |  |  |  |  |  |  |  |  |  |  |
|  |  | آکچی میتسوهیده         | آکچی میتسوهیده         | آکچی میتسوهیده         | آکچی میتسوهیده         | آکچی میتسوهیده         | آکچی میتسوهیده         |  |  | تسوتسوی جونکی    | تسوتسوی جونکی    | تسوتسوی جونکی    | تسوتسوی جونکی    | تسوتسوی جونکی    | تسوتسوی جونکی    |  |  | آکچی هیده‌میتسو | آکچی هیده‌میتسو | آکچی هیده‌میتسو | آکچی هیده‌میتسو | آکچی هیده‌میتسو | آکچی هیده‌میتسو |  |  | آکچی میتسوهارو    | آکچی میتسوهارو    | آکچی میتسوهارو    | آکچی میتسوهارو    | آکچی میتسوهارو    | آکچی میتسوهارو    |  |  | آکچی میتسوتادا | آکچی میتسوتادا | آکچی میتسوتادا | آکچی میتسوتادا | آکچی میتسوتادا | آکچی میتسوتادا |  |  |                |                |                |                |                |                |  |  |              |              |              |              |              |              |  |  |  |  |  |  |  |  |  |  |  |  |
|  |  | آکچی میتسوهیده         | آکچی میتسوهیده         | آکچی میتسوهیده         | آکچی میتسوهیده         | آکچی میتسوهیده         | آکچی میتسوهیده         |  |  | تسوتسوی جونکی    | تسوتسوی جونکی    | تسوتسوی جونکی    | تسوتسوی جونکی    | تسوتسوی جونکی    | تسوتسوی جونکی    |  |  | آکچی هیده‌میتسو | آکچی هیده‌میتسو | آکچی هیده‌میتسو | آکچی هیده‌میتسو | آکچی هیده‌میتسو | آکچی هیده‌میتسو |  |  | آکچی میتسوهارو    | آکچی میتسوهارو    | آکچی میتسوهارو    | آکچی میتسوهارو    | آکچی میتسوهارو    | آکچی میتسوهارو    |  |  | آکچی میتسوتادا | آکچی میتسوتادا | آکچی میتسوتادا | آکچی میتسوتادا | آکچی میتسوتادا | آکچی میتسوتادا |  |  |                |                |                |                |                |                |  |  |              |              |              |              |              |              |  |  |  |  |  |  |  |  |  |  |  |  |
|  |  |                        |                        |                        |                        |                        |                        |  |  |                  |                  |                  |                  |                  |                  |  |  |                |                |                |                |                |                |  |  |                   |                   |                   |                   |                   |                   |  |  |                |                |                |                |                |                |  |  |                |                |                |                |                |                |  |  |              |              |              |              |              |              |  |  |  |  |  |  |  |  |  |  |  |  |
|  |  | آکچی میتسویوشی         | آکچی میتسویوشی         | آکچی میتسویوشی         | آکچی میتسویوشی         | آکچی میتسویوشی         | آکچی میتسویوشی         |  |  | تسوتسوی سادایوری | تسوتسوی سادایوری | تسوتسوی سادایوری | تسوتسوی سادایوری | تسوتسوی سادایوری | تسوتسوی سادایوری |  |  | نانگوکو بانکی  | نانگوکو بانکی  | نانگوکو بانکی  | نانگوکو بانکی  | نانگوکو بانکی  | نانگوکو بانکی  |  |  | کیتامورا یاسویوکی | کیتامورا یاسویوکی | کیتامورا یاسویوکی | کیتامورا یاسویوکی | کیتامورا یاسویوکی | کیتامورا یاسویوکی |  |  | هوسوکاوا تاما  | هوسوکاوا تاما  | هوسوکاوا تاما  | هوسوکاوا تاما  | هوسوکاوا تاما  | هوسوکاوا تاما  |  |  |                |                |                |                |                |                |  |  |              |              |              |              |              |              |  |  |  |  |  |  |  |  |  |  |  |  |